# Açaí na tigela
 (octobre 2021).
L'Açaí na tigela (« açaí en bol ») est un dessert brésilien du Pará et de l'Amazonas, où les Ribeirinhos le préparent régulièrement, les baies étant récoltées à la main à la cime des arbres de la forêt amazonienne. Il s'agit d'un plat préparé avec les fruits congelés et écrasés du palmier açaí, dont les baies sont décrites comme ayant un goût « terreux » ou crémeux. Sa texture est granuleuse avant d'être mélangée et elle a une acidité qui, combinée à un taux d'acidité élevé, fait de son goût un couple attrayant avec les fruits plus sucrés. Il est servi comme un smoothie, dans un bol ou un verre, et est généralement garni de granola et de banane, puis mélangé avec d'autres fruits et du sirop de guaraná.
L'açaí na tigela est populaire dans tout le Brésil depuis les années 1970. Aujourd'hui, il est surtout présent dans les régions du Pará, de Rio de Janeiro, de Florianópolis, de São Paulo, de Goiás et le long de la côte nord-est, où il est vendu dans les kiosques qui bordent la promenade de la plage et dans les bars à jus des villes. La préparation diffère selon les régions. Les perles de tapioca sont une garniture courante dans le nord du Brésil. La recette originale, telle que consommée dans le nord, contient des crevettes ou du poisson frit et du tapioca ou du farofa, et est généralement salée. Il est également courant de voir l'açaí servi avec du poisson et du manioc. La variante sucrée, qui contient du granola, de la banane, de la myrtille, de la fraise, de la baie de goji et d'autres fruits, ainsi que du sucre, est plus courante dans le sud du pays. Quelle que soit la préparation, les baies violettes de l'açaí sont considérées comme un puissant superaliment des Amazones, bien que ces affirmations aient été remises en question par des chercheurs. Elles contiennent du fer, du calcium et des fibres, ainsi que dix fois plus d'antioxydants que le raisin rouge.